# Jean-Pierre Canihac
Jean-Pierre Canihac es un intérprete francés de música antigua y miembro fundador de Les Sacqueboutiers.
Solista de ensambles internacionales, ha actuado bajo la batuta de Jordi Savall, Jean-Claude Malgoire, Nikolaus Harnoncourt, René Clemencic, Andrew Parrott, William Christie and Philippe Herreweghe.
Ha sido profesor de cornetto y trompeta natural en academias internacionales de música antigua como Saintes, Ginebra, Barcelona y Daroca.
En 1989, Canihac fue nombrado profesor del Departamento de Música Antigua en el Conservatorio Nacional Superior de Lyon.